# Atninsky (distrito)
Atninsky é um distrito do Tartaristão, uma das repúblicas da Rússia.